# Francesco Galeazzi
Francesco Galeazzi (* 1758 in Turin; † Januar 1819 in Rom) war ein italienischer Geiger, Musiktheoretiker, Komponist und Wissenschaftler.

## Leben
Francesco Galeazzi wirkte als Violinlehrer und während mehr als einem Jahrzehnt als Leiter des Musiktheaters Teatro Valle in Rom. Sein 1791 und 1796 erschienenes zweibändiges musiktheoretische Werk Elementi teorico-pratici di musica con un saggio sopra l'arte di suonare il violino analizzata, ed a dimostrabili principi ridotta ist ein wichtiger Schlüssel zum Verständnis des klassischen Musikstils, 1819 erschien eine erweiterte Ausgabe und bereits 1796 eine englische Übersetzung. Es enthält früheste Beschreibungen der Sonatensatzform. Neben der Musik beschäftigte sich auch mit Mathematik und anderen Wissenschaften, mit Geographie und Geschichte. An Kompositionen Galeazzis sind mehrere Duett-Sammlungen, eine Sammlung Streichtrios und Vokalwerke bekannt, außerdem komponierte er eine Oper.

## Werke (Auswahl laut IMSLP)
- Op. 1, 6 Duette für 2 Violinen oder Violin und Cello (1781)
- Op. 2, 6 Trios für 2 Violinen und Viola (Mailand, Biblioteca del Conservatorio di Musica Giuseppe Verdi, Noseda I.35.17)
- Op. 15, 6 Trios für Violine, Viola und Cello (Rome, Biblioteca Casanatense, MS MUS 5858)
- Op. 17, 3 Oktette für 4 Violinen, 2 Bratschen und 2 Celli (Rom, Biblioteca di Archeologia e Storia dell'Arte, Mss. Vess. 523)
- Sei duetti per violino e violoncello (Rome, Biblioteca di Archeologia e Storia dell'Arte, Mss. Vess 590)
- Sei duetti per due violini, 1803 (Rom, Biblioteca privata Giancarlo Rostirolla, MS MUS 1188)
- Sei quartetti concertanti per due violini, viola e violoncello (Neapel, Biblioteca del Conservatorio di Musica S. Pietro a Maiella, Musica Strumentale 2440-2443)
- Due sonate [vermerkt bei Bathia Churgin 2001]
- Un solo di violino [vermerkt bei Bathia Churgin 2001]
- Révolution Symphonie à plusieurs parties composé par François Galeazzi turinais
- Concerto per clarinetto a solo con piu strumenti (1787)
- 2 Violinkonzerte (vermerkt bei Bathia Churgin 2001)